# アムステルダム音楽院
アムステルダム音楽院（アムステルダムおんがくいん、英語: The Conservatorium van Amsterdam、公用語表記: Conservatorium van Amsterdam）は、オランダ、アムステルダムに本部を置くオランダの音楽大学。1884年創立、1884年大学設置。大学の略称はCVA。
同市を拠点とする芸術系職業大学であるアムステルダム芸術職業大学の音楽部門を担っており、オランダ最大の高等音楽教育機関である。クラシック音楽のみならず、ジャズやポップス、古楽、オペラから音楽教育まで、音楽に関する多様なカリキュラムを擁している。 

## 設立・沿革
アムステルダム音楽院は、コンセルトヘボウが完成する4年前の1884年に設立されたアムステルダムシュ音楽院を起源とする。その後、1920年にはムジークリセウム協会がアムステルダムシュ音楽院と競合する音楽アカデミーを設立した。 
1976年にアムステルダムシュ音楽院とムジークリセウム協会音楽院、そしてハールレムス・ムジークリセウムが合併してスウェーリンク音楽院が設立され、ファン・バールレ通りに移転した。さらに1994年にヒルフェルスム音楽院と合併して現在のアムステルダム音楽院となった。1998年からファン・バールレ通りとニーウェファールトの校舎で講義が行われていたが、2008年にオーステルドクス島の新校舎に移転した。 

## 建物
アムステルダム音楽院は、2008年4月21日にアムステルダム中央駅にほど近いオーステルドクス島に新築されたキャンパスに移転した。新キャンパスはオーステルドクス島の文化地区中心にあり、クラシック用およびジャズ用のコンサートホールと図書館を擁している。また、アムステルダム芸術職業大学の他学部はいずれも徒歩圏内にある。 
新キャンパスは、現代的な教育機関にふさわしい設備を備え、学生がコンサートを開いたり、他の音楽学校の学生のみならず美術学生ともコラボレートすることができる。また、自前のポスター・チラシの作成やチケット販売、コンサートホールでの録音・録画、さらには音楽院のWebサイトからインターネットラジオを配信することもできる。 
キャンパスのデザインはオランダの建築家フリッツ・ヴァン・ドンゲンによるもので、日本建築の縁側に着想を得て外壁とコンサートホールや講義室、レッスン室の間に廊下を配した構造になっている。大きな窓から取り込んだ日光で部屋の照度が確保できるだけでなく、廊下が外からの騒音を和らげるため、学生が勉学に集中できるようになっている。 
キャンパスは大きく3つの区画に分かれており、1階は4つのコンサートホールを備えたホール区画になっている。
- ベルナルド・ハイティンクザール - 大ホール、450席
- アムステルダム・ブルーノート - ジャズ・ポップス用コンサートホール、200席
- スウェーリンクザール - リサイタルホール、120席
- テアターザール - 50席

ベルナルド・ハイティンクザールとスウェーリンクザールにはコンサートホールには珍しく日光が差し込む窓が設けられている。どのホールにも録音設備が備え付けられており、コンサートやリハーサルを録音することができる。地上階にはホワイエと食堂も設けられている。ホール区画の上には4階に渡って講義室やレッスン室があり、その上は2階層の図書館・講堂・自習室区画となっている。レッスン室や講義室、コンサートホールの音響要件の調査および音響設計はポイツ音響研究所が担当した。

## 教員
現在在籍している教員としてはヴァイオリンのボリス・ベルキンが著名である。名誉教授にはヴァイオリンのオスカー・バックやヘルマン・クレバース、ピアノのマレイ・ペライア、チェンバロ・オルガンのグスタフ・レオンハルトや作曲家のトン・デ・レーウがいる。